# 朝苧社
朝苧社（あさおしゃ）は、愛知県名古屋市緑区にある神社である。熱田神宮の境外末社のひとつ。
大高インターチェンジ（北緯35度3分34秒 東経136度55分55.22秒 / 北緯35.05944度 東経136.9320056度）から直線距離で北に約400メートル、熱田神宮境外摂社である氷上姉子神社（北緯35度3分41.7秒 東経136度55分48.97秒 / 北緯35.061583度 東経136.9302694度）から直線距離で北東に約300メートルに位置し、「姥神山（うばかみやま）」と呼ばれる標高29メートルほどの小丘陵の奥まったところに小祠としてある。

## 概要
祭神として火上老婆霊（ひかみうばのみたま）を祀る。
近世史料では「火高里之大老婆（ほたかのさとのたいらううは）」、「大老婆公（およなきみ）」、近在では「老姥神（うばがみ）様」などいくつかの呼び名で知られる祭神であるが、比定しうる神名は不詳とされ、古くから諸説入り乱れた状態にある。
日本武尊からの預かりものである草薙神剣を斎き奉った宮簀媛命（みやすひめのみこと）が老いて世を去った後の御霊であるとも、宮簀媛命の母神である真敷刀俾命（ましきとべのみこと）であるとも、宮簀媛命の乳母であるともいう。『張州雑志』は尾張大印岐の妻、すなわち宮簀媛命の祖母といい、『社伝』は東征のために船で伊勢から尾張に上陸した日本武尊を案内した人物（船津神社（愛知県東海市名和町）の祭神という）の妻とする。『尾張国吾湯市郡火上天神開始本伝』は大高に古くから住んでいた老婆とし、『熱田神籬抄』は地主の神という。
朝苧の「朝」は麻の当て字で、「苧（を）」は繊維のことをいう。氷上山で草薙神剣を鎮守していた宮簀媛命は絶えず神御衣（かんみそ）を織っていたといわれ、衣服女命（みそひめのみこと）という神名も帯びていることから、当社は敬婦としての宮簀媛命を奉祀する側面が強い。一方で『氷上山神記』には、大老婆の宿に泊まった際に詠まれた宮簀媛命の歌といわれるものも収録されている。
上記のごとく乳母という一面もみられるためか、母乳の出ない女性の祈りに霊験があるとされ、近在においては母乳の神としての崇敬も受けている。

## 小史
創建年は不詳。ただ、1482年（文明14年）の『氷上社本社末社神体本地』にその名がみえ、1510年（永正7年）の祝詞（『朝苧社遷宮祝詞』）も現存することから、室町時代中期にはすでに存在していたようである。
江戸時代中頃（1745年（延享2年）頃）の『氷上山之図』では天神・山神・山王の小祠を侍らせ、一基の鳥居を擁し、姥神山全体が境内地であったように描かれている。かつては氷上姉子神社の第一摂社ともいわれ、数多く存在していた摂社の中でも特に重要視されていたらしく、『朝苧社遷宮祝詞』などに殿舎修繕に対して「星崎ノ御焼塩」が供奉されたことを記している。また、古くは4月13日に氷上社の神輿が当社まで神幸し、宮簀媛命が使用したという機具を神前に荘（かざ）る御衣祭（おんぞさい）が執り行われたという。

## 姥神山と久米氏
姥神山は至近にある氷上姉子神社とのつながりが深く、宮簀媛命が老いて身のよりどころを神慮にはかった上で、隠遁した地であるといわれる。実際には、日本武尊の東征に付き従い、宮簀媛命の近習として過ごしたのちに氷上姉子神社の初代神官となる久米直七拳脛（くめのあたいななのつかはぎ）を祖とする久米氏の古来よりの本拠地で、山麓から中腹にかけては弥生時代後期のものとみられる土師器、古墳時代から奈良時代にかけての須恵器、中世の土器・布目瓦が採取されており、姥神遺跡と呼ばれて古代久米氏との関連性がうかがわれるほか、山頂には久米氏の代々の居館跡があり、中世には大高城が築城されるにあたって丸見えになるという理由から北麓に立ち退かされたという伝承も残る。前掲の『氷上山之図』では氷上社の北に「神主　久米氏屋敷」とある場所がそれに該当し、久米氏は2018年（平成30年）現在もこの場所に居を構えている。
なお、姥神山の南西麓に位置する姥神公園から南へ30メートルの付近には、久米氏代々の墓所がある（北緯35度3分43.6秒 東経136度55分54秒 / 北緯35.062111度 東経136.93167度）。かつてこの付近を大高町字屏所（びょうしょ）といったが、屏所とは廟所の当て字で、墓所を意味する。『氷上山之図』はこの付近を「真隠（マカクレ）」と記し、「御除地　神主扣之墓所也」とあるが、真隠とは殯（もがり）とみられる古式の神葬跡を示すという。

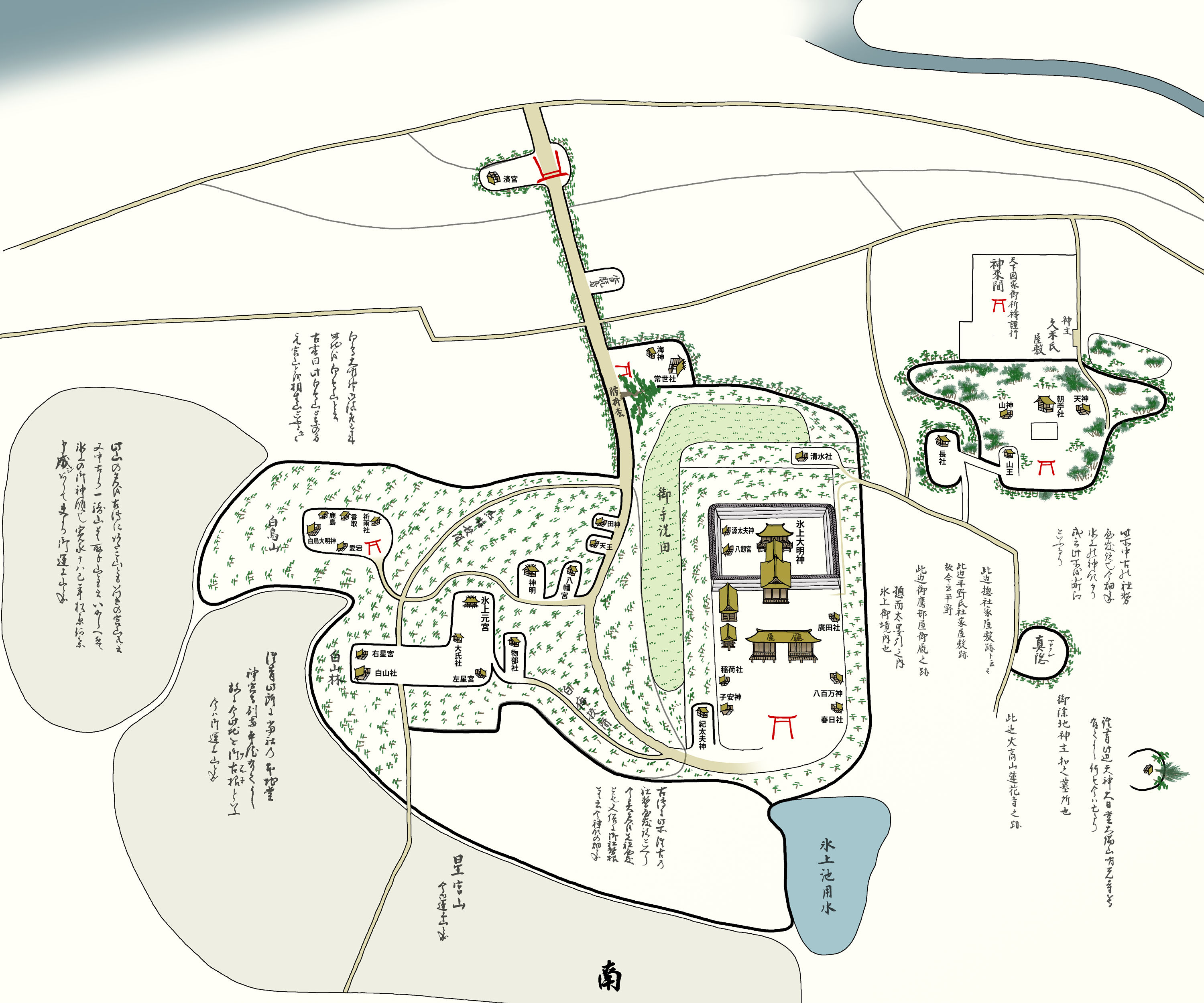
『氷上山之図』再現図（西尾市岩瀬文庫所蔵『氷上山之圖及自熱田至氷上道路名勝粗記之』を元に作成。） 右中央付近に朝苧社を中心にした姥神山が描かれている。
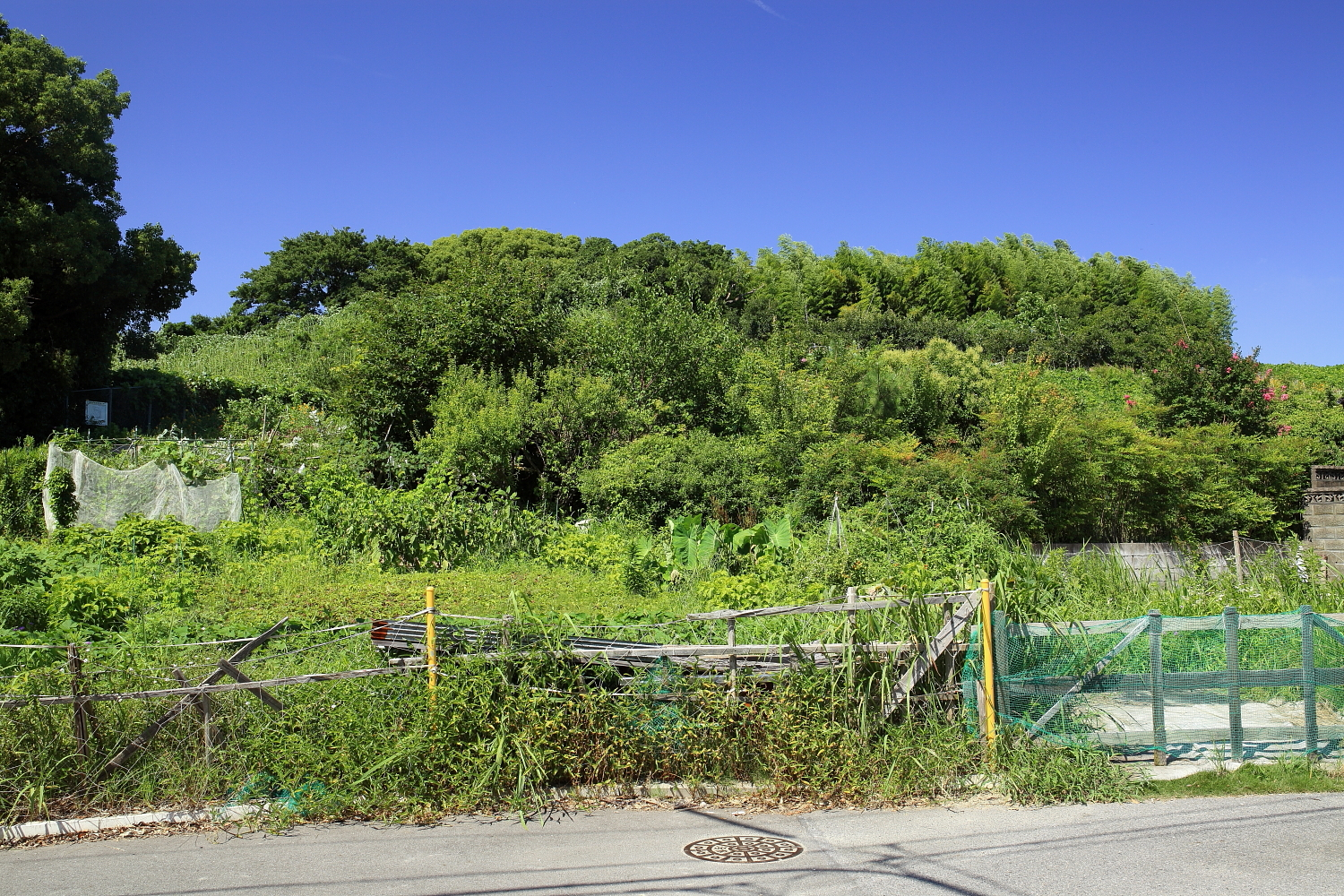
姥神山を望む。 （2015年（平成27年）7月）